# Idaea exilaria
Idaea exilaria là một loài bướm đêm trong họ Geometridae.